# District de Frutigen
Entités précédentes :
- Châtellenie de Frutigen

Entités suivantes :
- Arrondissement administratif de Frutigen-Bas-Simmental

Le district de Frutigen est l’un des 26 districts du canton de Berne en Suisse. La commune de Frutigen est le chef-lieu du district. Sa superficie est de 490 km² et compte sept communes :
- CH-3715 Adelboden
- CH-3703 Aeschi bei Spiez
- CH-3714 Frutigen
- CH-3716 Kandergrund
- CH-3718 Kandersteg
- CH-3704 Krattigen
- CH-3713 Reichenbach im Kandertal